# امیلی وودراف
امیلی وودراف (انگلیسی: Emily Woodruff; ۱۹ آوریل ۱۸۴۶ – ۲۸ مارس ۱۹۱۶) کماندار اهل ایالات متحده آمریکا بود.